# Claire Johnston (nhạc sĩ)
Claire Johnston (sinh ngày 16 tháng 12 năm 1967) là một ca sĩ và nhạc sĩ người Anh-Nam Phi. Cô là ca sĩ chính của ban nhạc hợp xướng Nam Phi Mango Groove.
Sinh ra ở miền Nam nước Anh, Johnston đã sống ở Nam Phi từ khi ba tuổi. Cô tham gia Mango Groove ở tuổi 17, và kể từ đó đã thu âm sáu album phòng thu với ban nhạc này, cô đã đi lưu diễn rộng rãi và phát hành hai album solo.
Trong số những người có ảnh hưởng đến âm nhạc của mình, cô liệt kê Ella Fitzgerald và Debbie Harry, cũng như Louis Armstrong và những người chơi khúc côn cầu giữa thế kỷ 20.
Trong một thời gian, cô đã kết hôn với người sáng lập Mango Groove John Leyden. Cô sống ở Johannesburg, Nam Phi.

## Cuộc đời
Johnston được sinh ra ở Bishops Stortford, một thị trấn ở phía Nam nước Anh. Gia đình cô chuyển đến Nam Phi khi cô lên ba tuổi. Ở tuổi lên mười, cô ra mắt với tư cách là một diễn viên, vũ công và ca sĩ trong một vở nhạc kịch của Annie ở Johannesburg. Ở tuổi 17, trong năm cuối cùng của cô tại trường trung học Greenside, cô tham gia ban nhạc Mango Groove. Mặc dù gắn liền với ban nhạc, cô vẫn hoàn thành một văn bằng tiếng Anh, Triết học và Chính trị tại Đại học Witwatersrand năm 1988.

## Sự nghiệp
Mango Groove đã phát hành một số đĩa đơn trước khi hoàn thành album đầu tiên của họ, Mango Groove, mà họ phát hành vào năm 1989. Những đĩa đơn trước album, Johnston ghi lại chúng trong khi vẫn đang học đại học. Ba album phòng thu nữa - và nhiều đĩa đơn - theo sau vào những năm 1990. Sau khi Mango Groove phát hành album phòng thu thứ tư của họ vào năm 1995, họ đã không sản xuất album khác cho đến năm 2009 với album Bang the Drum. Ban nhạc tiếp tục biểu diễn trực tiếp, nhưng họ đã sử dụng bản ghi âm này để làm mới bản thân với các dự án riêng biệt. Chính trong thời gian này, Johnston đã thu âm album solo đầu tiên của mình, Fearless (Sting Music, 2001). Tất cả các bản thu âm được thực hiện tại phòng thu Real World Studios ở Bath, và tại Sarm West Studios và Olympic Studios ở London. Các bài hát trong Fearless được sản xuất bởi Vic Coppersmith-Heaven và Marius de Vries.